# Фрайзінг (район)
Фрайзінг (нім. Freising) — район у Німеччині, у складі округу Верхня Баварія федеральної землі Баварія. Адміністративний центр — місто Фрайзінг.

## Населення
Населення району становить 180 313 осіб (станом на 31 грудня 2020).

## Адміністративний поділ
Район складається з 2 міст (нім. Städte), 2 торговельних громад (нім. Märkte) та 20 громад (нім. Gemeinden):
| Міста 1. Мосбург-ан-дер-Ізар (18893) 2. Фрайзінг (48872) Об'єднання громад 1. Аллерсгаузен (Аллерсгаузен та Паунцгаузен) 2. Мауерн (Гаммельсдорф, Гергертсгаузен, Мауерн та Ванг) 3. Цоллінг(Аттенкірхен, Гааг-ан-дер-Ампер, Вольферсдорф та Цоллінг) Торговельні громади 1. Ау-ін-дер-Галлертау (6219) 2. Нандльштадт (5312) | Громади 1. Аллерсгаузен (5976) 2. Аттенкірхен (2769) 3. Ванг (2570) 4. Вольферсдорф (2584) 5. Гааг-ан-дер-Ампер (2977) 6. Гальбергмос (11148) 7. Гаммельсдорф (1488) 8. Гергертсгаузен (1969) 9. Гоенкаммер (2664) 10. Ехінг (14039) 11. Кірхдорф-ан-дер-Ампер (3231) 12. Кранцберг (4214) 13. Лангенбах (4016) 14. Марцлінг (3250) 15. Мауерн (3149) 16. Нойфарн-бай-Фрайзінг (20058) 17. Паунцгаузен (1529) 18. Рудельцгаузен (3490) 19. Фаренцгаузен (5067) 20. Цоллінг (4829) |

Дані про населення наведені станом на 31 грудня 2020.